# Arhiducele Joseph August de Austria
Arhiducele Joseph August Viktor Klemens Maria de Austria, Prinț al Ungariei și Boemiei (9 august 1872 – 6 iulie 1962) a fost pentru o scurtă perioadă șef al statului Ungariei, membru al Casei de Habsburg-Lorena și fiul cel mare al Arhiducele Joseph Karl de Austria (1833–1905) și a soției sale, Prințesa Clotilde de Saxa-Coburg-Gotha (1846–1927). Bunicul lui Joseph August a fost Arhiducele Joseph, Palatin al Ungariei, fiul mai mic al împăratului Leopold al II-lea.

## Familie

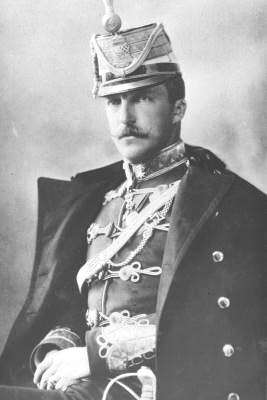
Arhiducele Joseph August, ca. 1900

S-a născut la Alcsút, Ungaria. La 15 noiembrie 1893, la Munchen, s-a căsătorit cu Prințesa Augusta de Bavaria (1875–1964), fiica Prințului Leopold de Bavaria (1846–1930) și a soției acestuia, Arhiducesa Gisela de Austria (1856–1932).
 
În 1893 Arhiducele Joseph August a devenit nepot prin alianță cu împăratul Franz Joseph. Mama soției lui, Arhiducesa Gisela, era fiica cea mare a împăratului Franz Joseph și a împărătesei Elisabeta ("Sisi"). Toți cei șase copii ai tânărului cuplu s-au născut în timpul vieții străbunicului lor.
- Arhiducele Joseph Francis de Austria, n. 28 martie 1895; d. 25 septembrie 1957  (62 de ani)
- Arhiducesa Gisela Auguste Anna Maria, n. 5 iulie 1897; d. 30 martie 1901  (3 ani)
- Arhiducesa Sophie Klementine Elisabeth Klothilde Maria, n. 11 martie 1899; d. 19 aprilie 1978  (79 de ani)
- Arhiducele Ladislaus Luitpold, n. 3 ianuarie 1901; d. 29 august 1946  (45 de ani)
- Arhiducele Matthias Joseph Albrecht Anton Ignatius, n. 26 iunie 1904; d. 7 octombrie 1905  (1 ani)
- Arhiducesa Magdalena Maria Raineria, n. 6 septembrie 1909; d. 11 mai 2000  (90 de ani)

## Carieră
Joseph August și-a început cariera militară în 1890 când a comandat regimentul 1 de infanterie ca locotenent. Curând a fost promovat Oberleutnant și a fost transferat la regimentul 72 infanterie în 1893. În 1894 a fost transferat la regimentul 6 de dragoni, apoi la regimentul 1 de husari și promovat la rang de maior. A preluat comanda acestui regiment în 1904, a continuat la comanda brigăzii infanterie 79 Honvéd în 1908 și în cele din urmă a comandat divizia de infanterie 31 de la Budapesta în 1911.
În plus față de funcțiile sale în armată, arhiducele a studiat dreptul la Universitatea din Budapesta.

## Primul Război Mondial

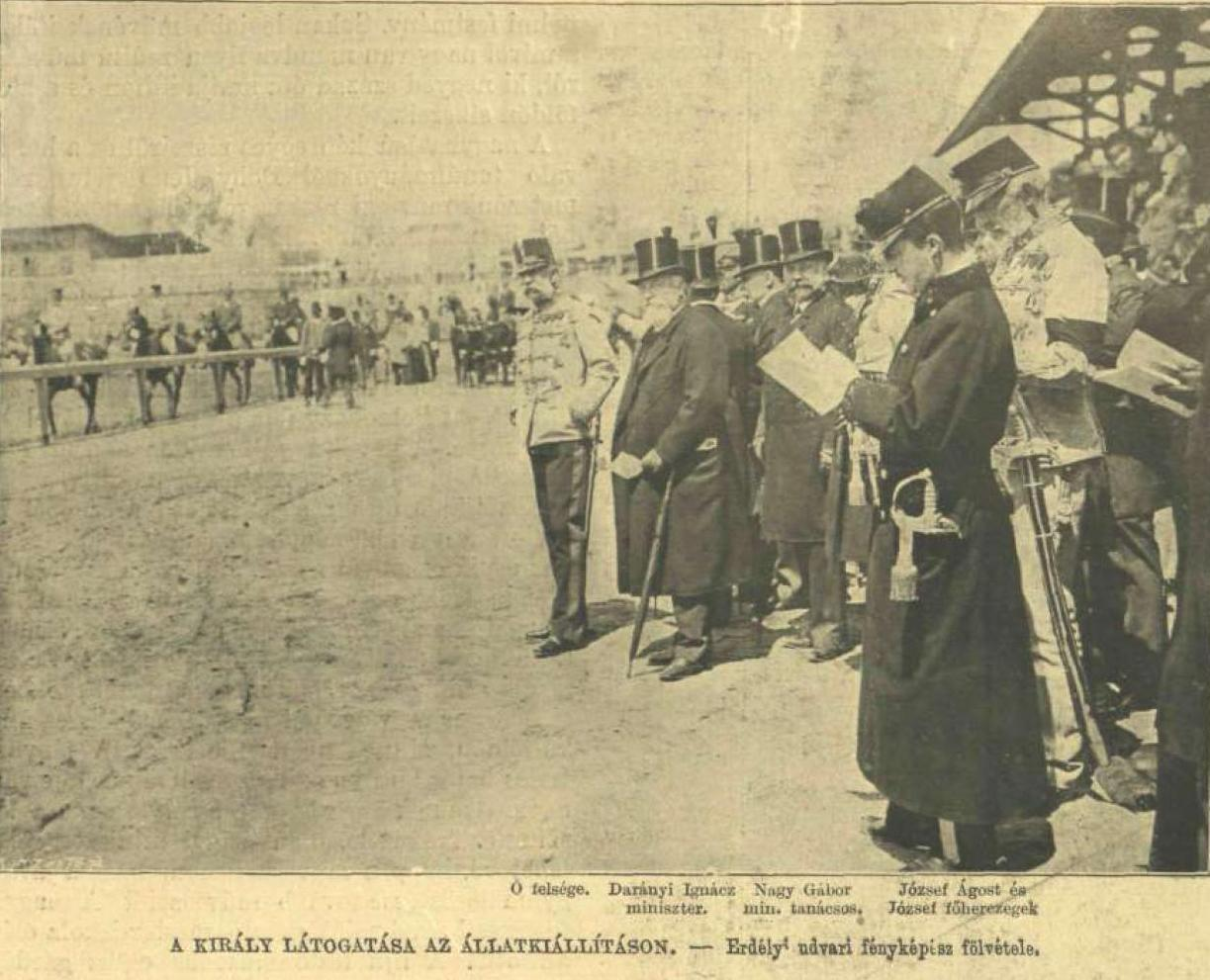
Împăratul Franz Joseph în față în tunică albă; în spatele lui, ministrul ungar al agriculturii, Darányi Ignác; primul de pe rândul patru este Arhiducele Joseph August; în spatele lui, în tunică albă pe rândul cinci este tatăl arhiducelui, Joseph Karl, 12 mai 1896.

August a fost înalt decorat înainte de izbucnirea Primului Război Mondial. Printre medalii primite se numără Medalia de Bronz Meritul Militar, Marea Cruce a Ordinului Sfântul Iosif, Ordinul Vulturul Negru, clasa 1 a Ordinului Vulturul Roșu, Marea Cruce a Ordinului victorian al Marii Britanii, Marea Cruce a Ordinului lui Karl al III-lea și Marea Cruce a Ordinului bulgar Chiril și Metodius. La 24 martie 1891 a primit de la împăratul Franz Joseph Ordinul Lâna de Aur.
La izbucnirea Primului Război Mondial în 1914, divizia arhiducelui a fost angajată pe frontul de la sudul imperiului, apoi pe fontul galițian. La 1 noiembrie 1914 arhiducele a fost ridicat la rangul de general de cavalerie. La scurt timp a fost trimis în Carpați unde a luptat până la intrarea în război a Italiei. A fost transferat la granița Carintia și a participat în bătălia de la Isonzo.
August a rămas pe acest front până la a noua bătălie de la Isonzo în 1916 perioadă când a fost din nou decorat cu mai multe distincții germane, austriece și turcești. August era foarte iubit de trupele sale în special de cele de naționalitate maghiară.
La 1 noiembrie 1916 August a fost numit comandantul armatei austro-ungare pe frontul de luptă cu Rusia și România. A fost promovat la rangul de Generaloberst. În ianuarie 1918 arhiducele a fost numit la comanda armatei a 6-a care lupta pe frontul deschis la sudul imperiului. În iulie a fost trimis în Tirol unde a dirijat armatele a 10-a și a 11-a. A devenit ultimul Generalfeldmarschall al armatei austro-ungare la 24 octombrie 1918 ca o încercare a împăratului Carol de a-i calma pe naționaliștii unguri.

## După război

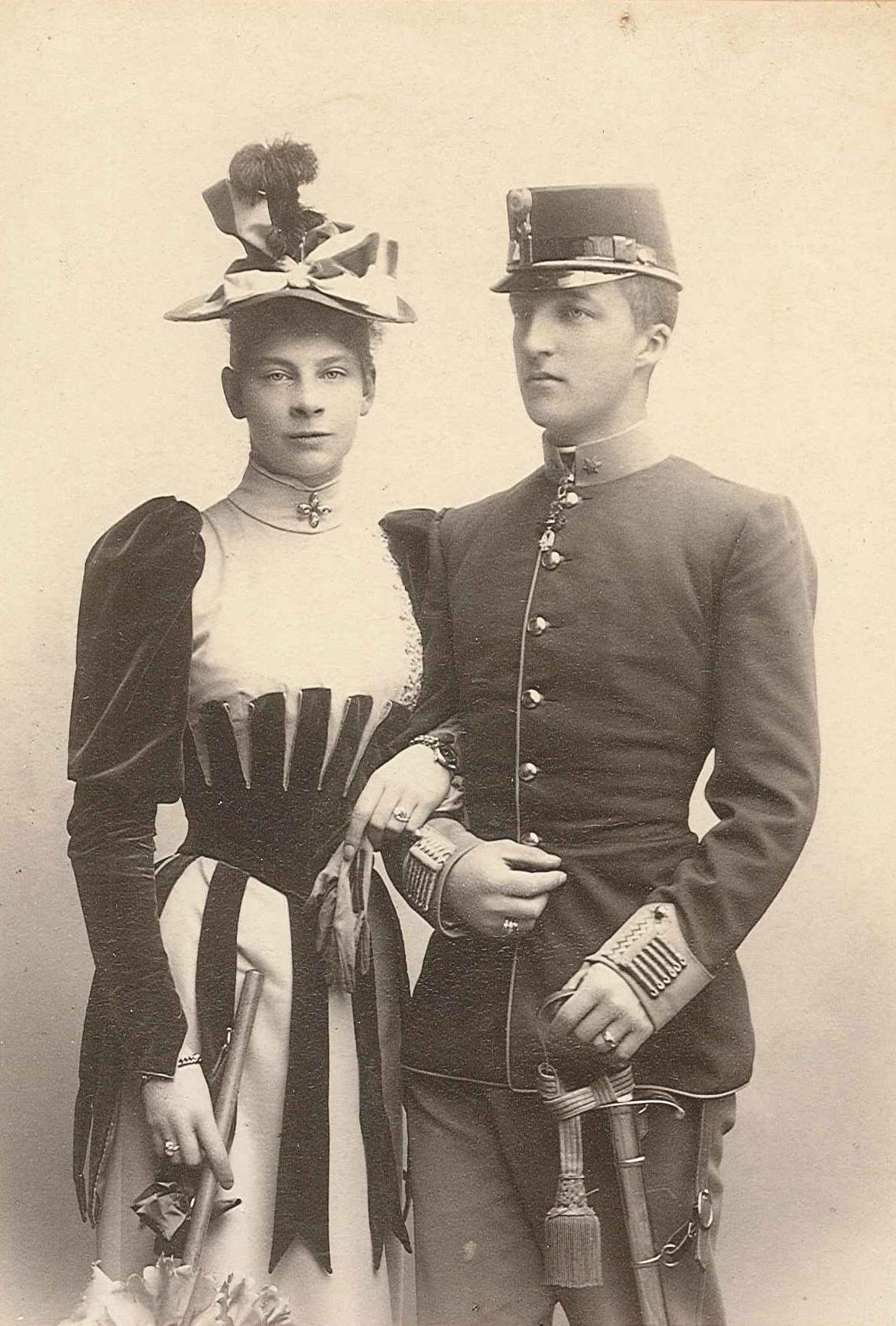
Arhiducele Joseph August și soția lui, Arhiducesa Augusta

La 27 octombrie 1918 împăratul Carol l-a numit pe August "Homo Regius" (Omul Regelui) al Ungariei. Temându-se de dorința de independență a maghiarilor, împăratul dorea să beneficieze de popularitatea vărului său și să-și consolideze scaunul. Cu toate acestea, câteva săptămâni după promovarea lui, arhiducele a cerut să fie eliberat de jurământul său.. Aproape imediat, August a început negocierile cu clasa politică maghiară și la 29 octombrie 1918 l-a numit pe contele János Hadik să formeze un nou guvern național.
 
Toate eforturile arhiducelui de a stabiliza Ungaria au fost aneantizate de revoluția comunistă de la 31 octombrie 1918.  La 16 noiembrie a fost proclamată Republica Democratică ungară care va fi înlocuită câteva luni mai târziu de Republica Sovietică Ungaria, primul regim comunist din Europa constituit după Revoluția din Octombrie din Rusia.
Arhiducele a fost pus în stare de arest la domeniul său de la Alcsuth. Totuși Joseph August era atât de popular în rândul maghiarilor încât revoluționarii nu îndrăznesc să pună mâna pe el și familia lui. După căderea la 6 august a regimul bolșevic maghiar, arhiducele ia conducerea statului ungar, cu titlul de regent (Reichsverweser). Prințul l-a numit pe István Friedrich ca prim-ministru și l-a confirmat pe amiralului Miklós Horthy în calitate de șef al armatei. Reîntors la putere, arhiducele a urmărit să favorizeze restaurarea împăratului Carol I care a fost detronat în 1918.
Pentru că forțele aliate se temeau că întoarcerea împăratului ar destabiliza Europa Centrală, au refuzat să-l accepte pe Arhiducele Joseph August ca șef al statului ungar; Joseph August a fost forțat să abdice la 23 august 1919. La 1 martie 1920, amiralul Horthy este ales regent al Regatului Ungariei restaurate.
După abdicarea sa, arhiducele Joseph Auguste s-a implicat activ în domeniul științei și dezvoltarea socială. El și-a publicat memoriile și a primit două doctorate onorific de la Universitatea din Budapesta: unul în filosofie și altul în domeniul științei și tehnologiei. A fost, de asemenea, membru de onoare al Academiei Maghiare de Științe, unde a devenit președinte în perioada 1933-1944.
În 1944 a părăsit Ungaria pentru Statele Unite însă mai târziu s-a întors în Germania. După moartea lui Horthy, în februarie 1957, Joseph August a solicitat convocarea membrilor Ordinului Vitéz (un grup de persoane decorate pentru a servi națiunea maghiară). Curând după aceea, membrii exilați ai Ordinului, dizolvat în mod oficial de către Republica Ungară, și-a ales căpitanul-general.
Arhiducele a murit în 1962 la vârsta de 89 de ani Rain în apropiere de Straubing. A fost înmormântat în cimitirul unui mic sat bavarez. În 1922, rămășițele arhiducelui și ale soției sale Augusta, nepoata împăratului Franz Joseph (decedată în 1964), au fost transferate în necropola habsburgilor din Ungaria, la castelul regal din Buda.
Nepoata lui Joseph August, arhiducesa Ilona de Austria (n. 1927) s-a căsătorit cu George Alexander, Duce de Mecklenburg. Fiul ei, George Borwin, Duce de Mecklenburg este actualul Șef al Casei de Mecklenburg-Strelitz.